# Barnmorskeinstitutsaffären
Barnmorskeinstitutsaffären var en politisk affär i Finland 1960–1961 med ministrar inblandade. 
Barnmorskeinstitutsaffären hade att göra med försumligheter vid uppförandet av ett nytt barnmorskeinstitut i Helsingfors i slutet av 1950-talet. Tre medlemmar av Karl-August Fagerholms center-vänsterregering 1956–1957 (regeringen Fagerholm II) åtalades i riksrätten, som 1961 dömde tidigare finansministern Aarre Simonen och tidigare inrikesministern Vilho Väyrynen till böter. Skeendet torde åtminstone i viss mån ha återspeglat maktkampen inom den socialdemokratiska rörelsen.